# S 10 (väg)
| ს 10 |

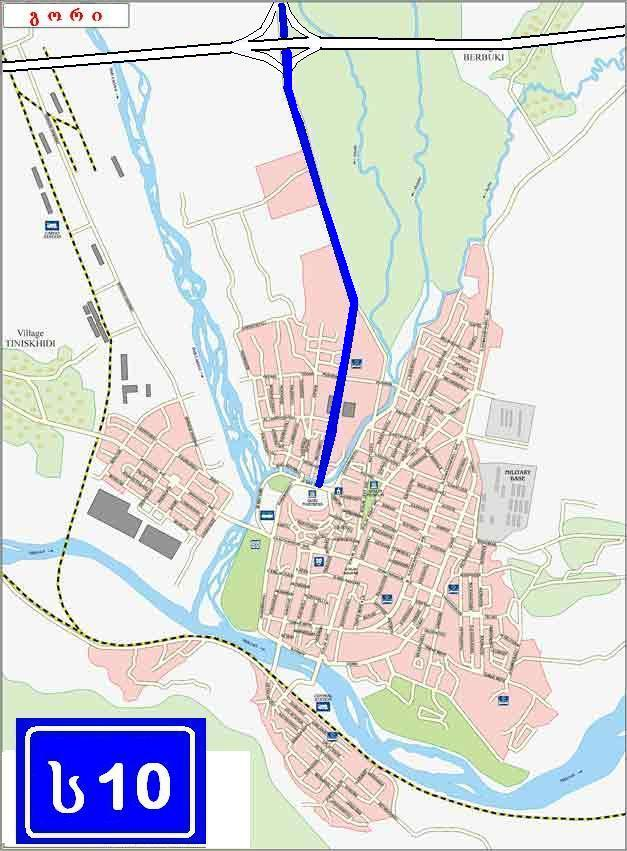
ს 10 i Gori.

S 10 egentligen ს 10 (georgiska: საქართველოს საავტომობილო მაგისტრალი, Sakartvelos saaktomobilo magistrali) är en av de största vägarna i Georgien inom ს-vägsystemet. Vägen börjar i Gori och går norrut där den passerar Tschinvali, Dzjava, och ansluter via Rokitunneln till Ryssland.
Sedan kriget i Georgien 2008 är vägen stängd vid gränsen mellan områdena som kontrolleras av Georgien respektive utbrytarrepubliken Sydossetien.